# Ivan Bodin
Ivan Bodin (20 de julho de 1923 - 29 de agosto de 1991) foi um futebolista sueco. Ele competiu na Copa do Mundo FIFA de 1950, sediada no Brasil, na qual a seleção de seu país terminou na terceira colocação.